# 保育所保育指針
保育所保育指針（ほいくしょほいくししん）は、厚生労働省が告示する保育所における保育の内容に関する事項及びこれに関する運営等に関する事項を示したものである。

## 保育所保育指針の概要
保育所保育指針は全国の認可保育所が遵守しなければならない保育の基本原則として、児童福祉施設の設備及び運営に関する基準（児童福祉施設最低基準）第35条の規定を根拠に定められている。
昭和40年（1965年）8月に策定されて以降、4回の改訂（定）が行われており、3度目の改定（平成20年（2008年）3月、施行は21年（2009年）4月1日）により厚生労働大臣による告示として規範性を有するものとなり、平成21年度からは保育指針に基づく保育所の指導監査が実施されるようになった。
このため、全国の公私立保育所においては、保育指針を踏まえ、保育の質の向上をめざして保育することになっている。
なお、保育指針の内容を理解し、保育実践に活用するための資料「保育所保育指針の解説」が厚生労働省より刊行されている。
直近の改定は、平成29年（2017年）3月31日告示、平成30年（2018年）4月より施行となっている。
これを機に、保育所保育指針、幼稚園教育要領（文部科学省告示）、幼保連携型認定こども園教育・保育要領（文部科学省・厚生労働省・内閣府の3者による告示）をあわせて「3法令」と称する言説が散見されるようになった。しかし、省令（＝法令）が根拠となっているものの、保育指針、教育要領、教育・保育要領そのものが「法令」であるかどうか、またその法的拘束力をめぐっては、法学・行政学の議論では見解（基準説、大綱的基準説、指導助言説等々）が分かれている。

## 保育指針
第1章　総則
第2章　保育の内容
第3章　健康及び安全
第4章　子育て支援
第5章　職員の資質向上